# توليد ميثان بالكهرباء
توليد الميثان بالكهرباء هو أحد أشكال إنتاج الوقود الكهربائي حيث يتم إنتاج غاز الميثان بواسطة التحول البيولوجي المباشر من التيار الكهربائي و ثاني أكسيد الكربون. وتجري عملية التخفيض في خلية التحليل الكهربائي الميكروبية. ورد في إحدى مقالات شينج ولوجان 2009م أنه يمكن تحقيق 96% من الكفاءة الحالية باستخدام تيار كهربائي 1.0 فولت.